# 斑鬍鯰
斑鬍鯰，為輻鰭魚綱鯰形目塘虱魚科的其中一種，分布於非洲剛果河流域，本魚頭部長寬且平，額骨囪門長與非常狹窄，後頭骨囪門相當小，齒碟非常寬大。胸棘直線與結實的，側線具一條白色粗的條紋，觸鬚非常短背鰭軟條60-80枚;臀鰭軟條56-63枚，體長可達41公分，棲息在植物生長良好的溪流，屬肉食性，以無脊椎動物及魚類為食，在夏季繁殖，可做為食用魚。

## 扩展阅读
維基物種上的相關：斑鬍鯰